# Miliário Dourado
Miliário Dourado ou Miliário Áureo (em latim: Milliarium Aureum) era um monumento (um miliário), provavelmente de mármore ou bronze dourado, construído pelo imperador Augusto perto do Templo de Saturno, no centro do Fórum Romano. A partir daí, passou-se a considerar que todas as estradas romanas começavam neste monumento e todas as distâncias no Império Romano eram medidas em relação a ele. É provável que no monumento em si estivessem listadas todas as grandes cidades do império e as distâncias até elas, apesar de a localização precisa e a inscrição do monumento serem, ainda hoje, tema de discussão entre os historiadores.
Segundo Philip Schaff,, a frase "todas as estradas levam a Roma" é uma referência ao Miliário Dourado. Uma estrutura de mármore que, especula-se, seria a base do miliário está presente no Fórum Romano.

## História
Augusto, como curator viarum, erigiu o miliário em 20 a.C., que, provavelmente, recebeu o nome de Milliarium Aureum logo depois da inauguração.

## Estilo
A planta deste monumento está entre aquelas que se perderam no fragmentário Plano de Mármore ("Forma Urbis"). As informações nas fontes antigas também são muito escassas, o que provocou uma série de problemas de interpretação sobre a natureza exata deste monumento.

### Localização
Sabe-se com certeza que ele ficava perto do Templo de Saturno, no Fórum Romano, mas sua localização exata ainda é desconhecida. Por conta das escavações arqueológicas realizadas por Kähler em 1959, que parecem ter confirmado os dados das escavações realizadas por Bunsen em 1833, muitos estudiosos atualmente acreditam que ele ficava no canto sudeste do pódio da Rostra Augustana, num eixo simétrico com o Umbilicus Urbis Romae.

### Estilo, estrutura e dimensões
O Miliário Dourado parece ter sido uma coluna de mármore revestida de bronze dourado. Segundo C. Hülsen, um gigantesco cilindro de mármore foi encontrado em 1835 perto do Templo de Saturno e ele ainda apresentava ganchos de bronze. O monumento como um todo provavelmente tinha a forma padrão de um miliário romano. Alguns estudiosos acreditam que o Miliário Dourado era feito inteiramente de bronze dourado enquanto outros acreditam que apenas as letras da inscrição eram de bronze dourado. As dimensões prováveis da estrutura eram de 3,70 metros de altura, 1,15 metros de diâmetro (apenas a coluna) ou 3 metros se a suposta base for incluída (o fragmento de mármore identificado no Fórum Romano).

### Inscrição
As fontes antigas jamais citaram diretamente o texto inscrito no Miliário Dourado e, por conta disto, todas as hipóteses sobre o que estava de fato inscrito devem ser consideradas como uma inferência moderna com base na forma, estrutura e função típicas de um miliário romano. Entre as principais hipóteses estão:
- Nada além do nome e o título do imperador Augusto.
- Os nomes das principais cidades da Itália e do Império Romano em 20 a.C., com as distâncias até Roma[12]. Segundo uma vaga sentença na obra de Plínio[13], as distâncias, em milhas romanas, eram medidas a partir dos portões da cidade e não do Miliário (o que gerava uma diferença de cerca de uma milha): Via Ápia (a partir da Porta Capena) até Brundísio e dali para a Grécia e as províncias orientais; a Via Salária e a Via Nomentana (a partir da Porta Colina e a Via Flamínia) até o norte da Itália, Récia, Nórica, Panônia, Ilírico); a Via Aurélia até as Gálias e as Hispânias; e a Via Ostiense até Óstia e os portos principais de Córsega e Sardenha, Sicília e África.
- Os nomes das vias que partiam de Roma e os senadores de status pretoriano que Augusto nomeou como curatores viarum para garantirem sua manutenção[14], com base num relato de Dião Cássio sobre a construção do monumento.

### Fragmento atualmente identificado como Miliário Dourado
O fragmento de mármore decorado com um friso de palmetas com cerca de 3 metros de diâmetro atualmente identificado como "Milliarium Aureum" tem sido identificado há bastante tempo como sendo parte do antigo monumento. Porém, não há evidências diretas disto. Segundo Richardson, ele só poderia ser considerado como parte do Miliário se ele fosse entendido como um monumento colossal, com quase 3 metros de diâmetro e não 1,15.